# Боровицкая
«Борови́цкая» — станция Московского метрополитена на Серпуховско-Тимирязевской линии. Связана пересадками со станциями «Библиотека имени Ленина» на Сокольнической линии и «Арбатская» на Арбатско-Покровской линии, а через них — также со станцией «Александровский сад» на Филёвской линии. Расположена в районе Арбат (ЦАО). Открыта 23 января 1986 года в составе участка «Серпуховская» — «Боровицкая». Пилонная трёхсводчатая станция глубокого заложения с одной островной платформой. Является одной из станций четырёхстанционного пересадочного узла «Александровский сад — Арбатская — Библиотека имени Ленина — Боровицкая».

## История и происхождение названия
Изначально ввод участка второй очереди Серпуховской линии от Добрынинской площади (ныне — Серпуховская площадь) до Библиотеки имени Ленина планировался на 1984 год, следующий после открытого в срок участка от «Серпуховской» до «Южной».
Участок Серпуховско-Тимирязевской линии от станции «Серпуховская» до станции «Боровицкая» протяжённостью 2,8 км с промежуточной станцией «Полянка» был введён в эксплуатацию 23 января 1986 года, после чего в Московском метрополитене стала 131 станция. С открытием этой станции образовался первый в Московском метрополитене пересадочный узел, связывающий сразу 4 линии. В проекте станция носила название «Библиотека имени Ленина», по находящейся рядом Российской государственной библиотеке, носившей соответствующее название до 1992 года. При открытии получила название по расположенной поблизости одноимённой башне Московского Кремля.
В ходе строительства станции в 5—6 метрах под землёй был обнаружен дом из красного кирпича. В нём сохранились не только стены и окна, но и мебель и домашняя утварь. Как было выяснено учёными, дом оказался на этой глубине вследствие осадки земли под его фундаментом. При строительстве вестибюля также был сделан ряд археологических находок, обнаружены разнообразные керамические предметы. В частности, найден кувшин, вся поверхность которого покрыта серебристым лощением, имитирующим металл, а на ручке имеется клеймо мастера XVII века. Также найдены глиняные курительные трубки, аптекарские банки с голубой поливой XVIII века.

## Архитектура и оформление

### Вестибюль
Единственный вестибюль «Боровицкой» был встроен в западный вестибюль станции «Библиотека имени Ленина» Сокольнической линии, который стал общим для двух станций. Он представляет собой полуподземный павильон, реконструкция которого для совместного использования завершилась в 1990 году, в её ходе в нём появилась ниша второго этажа и общий аванзал. Верхний уровень вестибюля является наземным, нижний — подземным, через оба уровня вестибюля насквозь проходят 12 круглых колонн. Колонны и часть стен вестибюля облицованы белым мрамором Коелгинского месторождения. Вестибюль связан со станцией эскалаторным ходом и четырьмя попарно расположенным лестницами с восточной стороны южной половины станции. Стена в вестибюле над аркой эскалаторного хода, ведущего к станции «Боровицкая», облицована красным кирпичом с клеймами, аналогично облицовке проходов между пилонами на самой станции, кроме того, на ней закреплено чеканное панно, изображающее золотой веер солнечных лучей. На противоположной стене размещён майоликовый портрет В. И. Ленина. Наружный павильон вестибюля, построенный вместе с первой очередью Московского метрополитена, имеет небольшие размеры, в августе 2016 года он получил архитектурную подсветку. Вестибюль расположен на Моховой улице, близ старого здания Российской государственной библиотеки. Архитекторы вестибюля — Л. Н. Попов, В. С. Волович, Г. С. Мун.

### Станция
Станция представляет собой пилонную трёхсводчатую конструкцию глубокого заложения. Длина пилона — 2 кольца чугунной обделки. Диаметр боковых тоннелей — 8,5 м, центрального тоннеля — 9,5 м. Инженер-конструктор — Е. С. Барский.
Архитектурные и декоративно-художественные приёмы передают главный тематический образ станции — образ Московского Кремля. Архитекторы — Л. Н. Попов, В. С. Волович.
Длинные и сравнительно узкие пилоны со скошенными углами стилизованы под стены с воротами. Каждый пилон представляет собой колонну, сужающуюся от основания к вершине, а под основанием сводов станции пилоны образуют длинные широкие карнизы, выступающие в сторону центрального и боковых залов. В карнизах сооружены прямоугольные ячейки, в каждой из которых располагается люминесцентная лампа. Проёмы между пилонами у́же, чем сами пилоны и имеют почти прямоугольную форму, потолки в них плоские, а верхние углы — несколько скруглены. По замыслу архитекторов эти приёмы должны были передать образ стен Московского Кремля.
Основными цветами в облицовке станции являются белый, красный и золотой. Лицевые стороны пилонов и путевые стены отделаны белым мрамором Коелгинского месторождения. Белый цвет здесь является отсылкой к белокаменному Кремлю Дмитрия Донского. Проёмы выложены красным облицовочным кирпичом, что является отсылкой к современному облику Московского Кремля, воздвигнутого при Иване III Великом. На некоторых кирпичах размещены керамические миниатюры, исполненные в примитивистком стиле и имитирующие старые клейма: «буквицы», «цифирь», кораблик и птица, «чудо Георгия о змии», рубленый острог, «борзый» конь, букет, каменная крепость, парочка в окошке, море с дельфинами, осетр в сетях, пушка, реактивный самолёт, автомобиль, стартующая ракета и космонавт. Эти миниатюры являются отсылкой к торгово-ремесленному посаду, который когда-то размещался на Боровицком холме, у стен кремлёвской крепости.
Помимо множества отсылок к Московскому Кремлю, на станции присутствует ещё одна, не столь ярко выраженная. Форма ячеек карниза подобна форме вентиляционных решёток вагона типа «Е», проходы в пилонах напоминают его окна, а линия свода глухого торца станции повторяет очертания торца вагона.

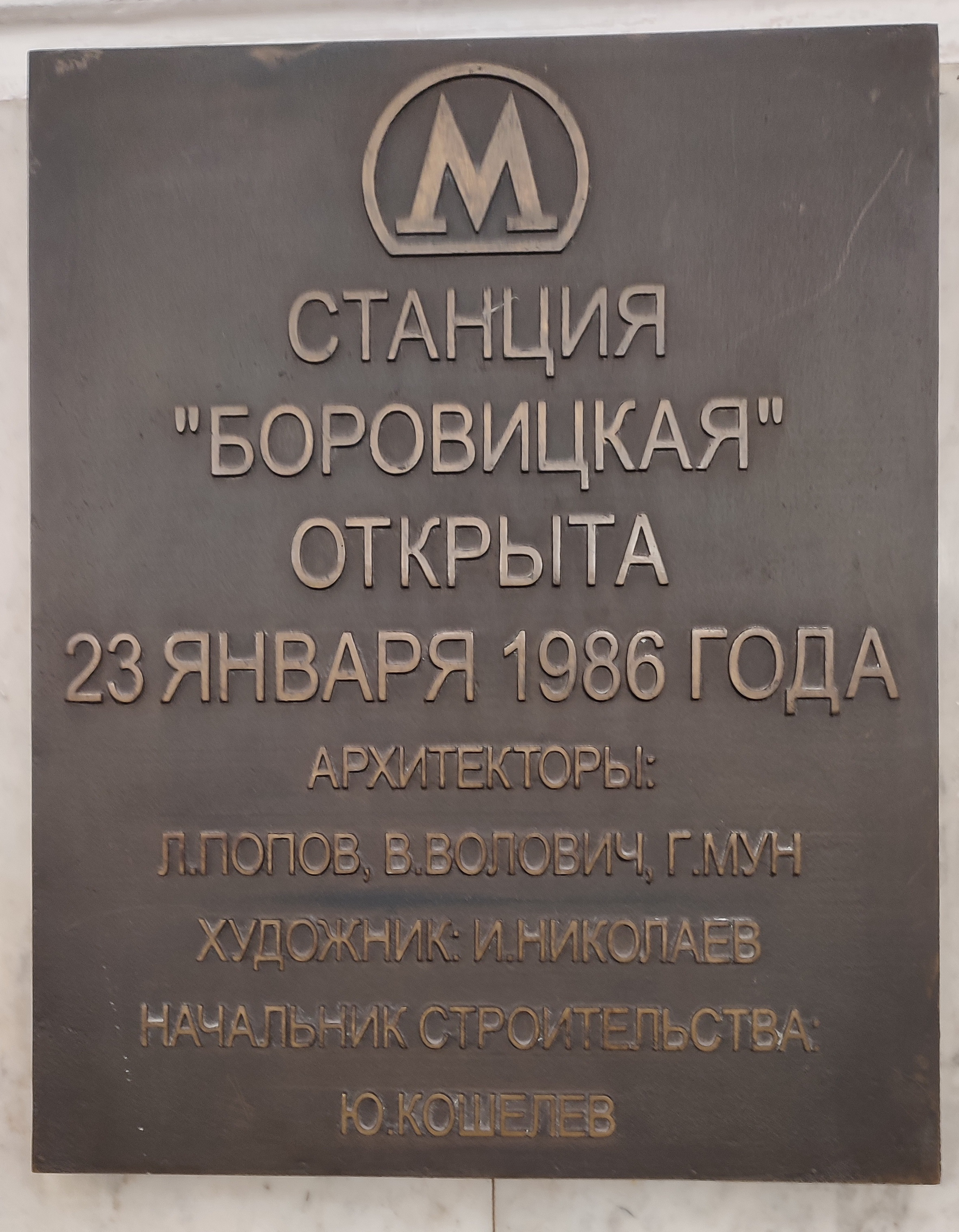
Памятная табличка

В глухом южном торце центрального зала размещено большое керамическое панно, посвящённое дружбе народов Советского Союза (художник И. В. Николаев). На панно изображено дерево с кроной в виде карты СССР, растущее из Московского Кремля. В кроне располагаются 15 поясных фигур людей в национальных костюмах, под каждой из которых размещена лента с указанием названия союзной республики. У подножия Кремля расположены колосья, а над Кремлём — кирпичное небо. Вся композиция исполнена в терракотовом цвете, за исключением золотых колосьев и неба. Перед панно расположена чаша декоративного сухого фонтана с низким гранитным бортиком.
В северном торце центрального зала, в нише над проходом к эскалаторам, располагается другое небольшое панно, на котором изображены золотые купола на фоне керамики терракотового цвета. Ниши являются типичным архитектурным элементом данной станции, они расположены на перилах мостиков перехода, на стенах переходов и коридоров, над арками проходов и эскалаторов. В русском зодчестве такая архитектурная форма называлась «недреманное око» и часто применялась при строительстве крепостей.

### Переходы

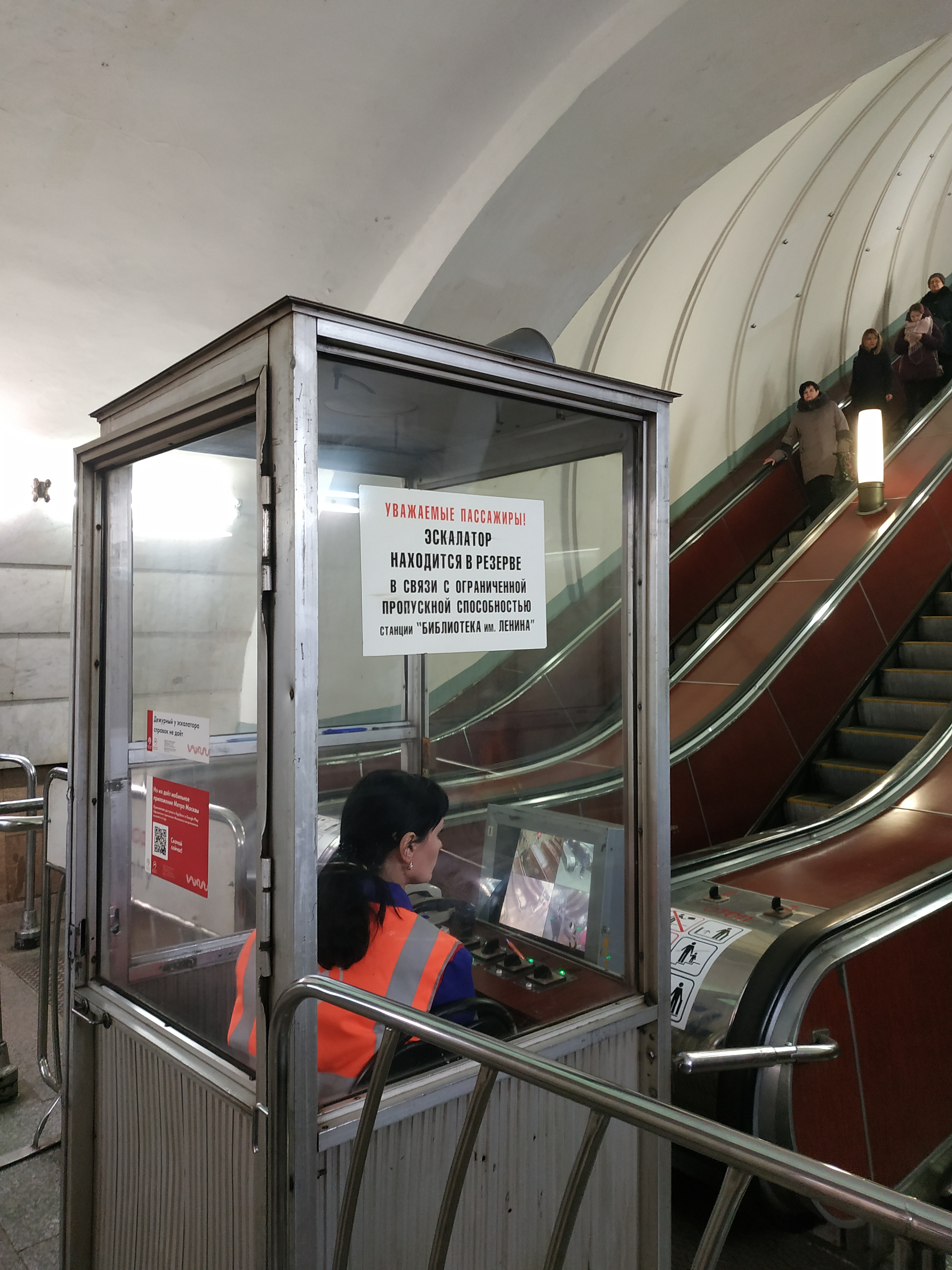
Объявление о низкой пропускной способности перехода на будке оператора эскалаторного комплекса

В северном торце зала располагается четырёхленточный эскалатор ЭТ-4Б 1986 года выпуска, его высота — 17 метров, с помощью него можно перейти на станцию «Арбатская» Арбатско-Покровской линии.
Недалеко от южного торца зала попарно расположены 4 лестницы, соединённые с мостиками над путями, ведущими в широкий коридор. В длинной стене коридора, напротив проходов со станции, располагается арка эскалаторного наклона, ведущая к четырёхленточному эскалатору ЭТ-3 1986 года выпуска высотой 37,2 метра (в связи с низкой пропускной способностью перехода на «Библиотеку имени Ленина» на подъём в постоянном режиме включена только одна лента эскалатора), с помощью которого можно попасть на подземный уровень вестибюля. Отсюда можно совершить пересадку на станцию «Библиотека имени Ленина» или выйти к двухленточному эскалатору ЭТ-5М 1986 года выпуска, высотой 5,6 метра, работающему только на подъём и связывающему эти станции с их общим вестибюлем. Помимо эскалатора подземный аванзал связан с вестибюлем лестницей.
Прямого перехода на входящую в тот же пересадочный узел станцию «Александровский сад» Филёвской линии нет, на неё можно попасть только через «Библиотеку имени Ленина» или «Арбатскую».

## Станция в цифрах
Код станции — 140, пикет — ПК20+20.
Суточный пассажиропоток по вестибюлю 15 020 человек, пересадочный на станцию «Арбатская» 140 400 человек, на станцию «Библиотека имени Ленина» — 190 300 человек (1999 год). Таким образом станция действует фактически как пересадочная.
В марте 2002 года пассажиропоток по входу составлял 12,3 тыс. человек/сутки, по выходу — 11,0 тыс. человек/сутки.
Станция открыта для входа и пересадок с 5 часов 30 минут утра до 1 часа ночи.
Таблица времени прохождения первого поезда через станцию:
| По чётным числам              | Будние дни | Выходные дни |
| По нечётным числам            | Будние дни | Выходные дни |
| В сторону станции «Чеховская» | 5:51       | 5:51         |
| В сторону станции «Чеховская» | 5:51       | 5:51         |
| В сторону станции «Полянка»   | 5:48       | 5:51         |
| В сторону станции «Полянка»   | 5:48       | 5:51         |

## Путевое развитие
За станцией в сторону «Чеховской» расположен пошёрстный съезд с двумя стрелочными переводами.

## Расположение

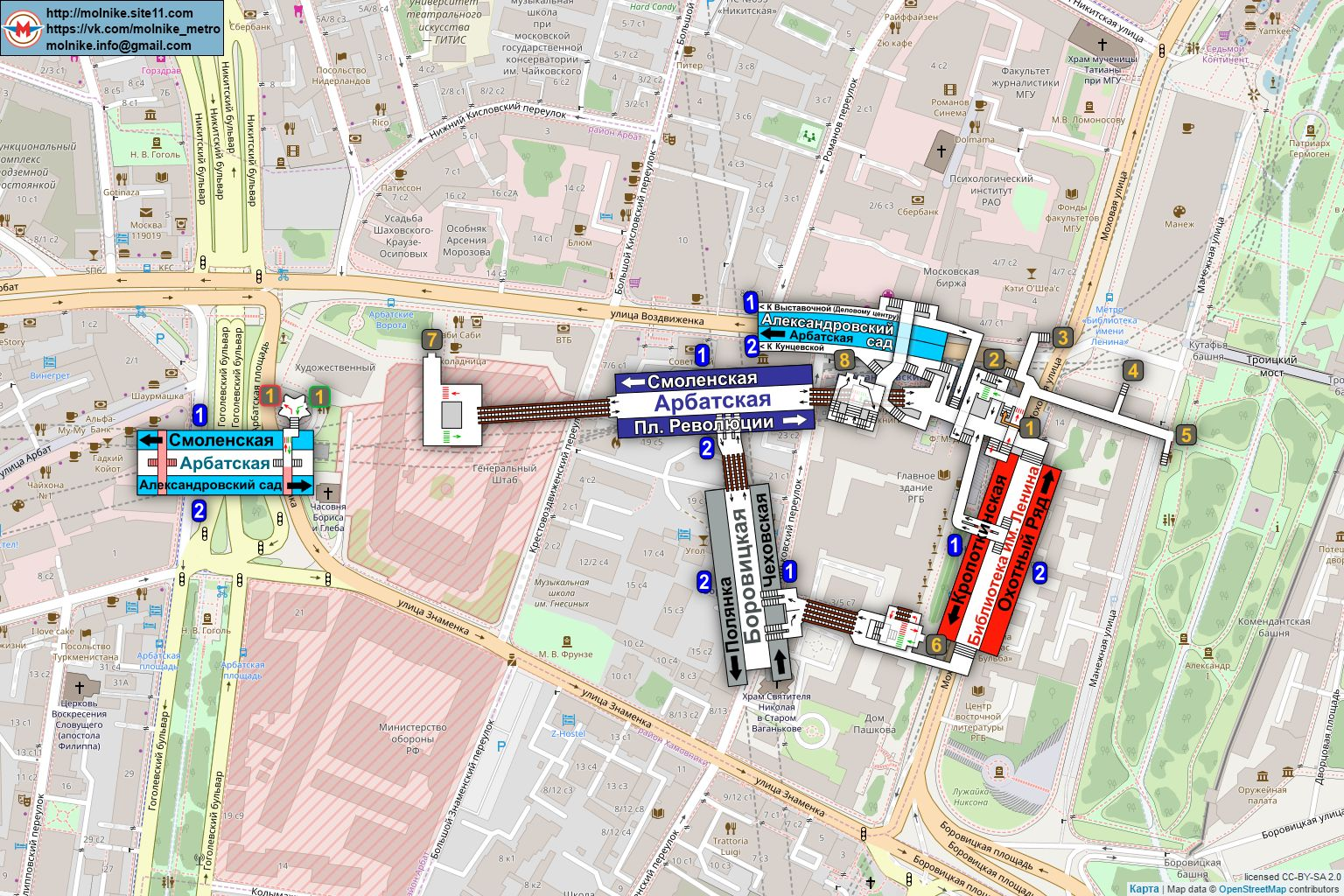
Схема и расположение станции в составе пересадочного узла на карте города

Станция «Боровицкая» Серпуховско-Тимирязевской линии расположена между станциями «Полянка» и «Чеховская». Станционный зал расположен под Староваганьковским переулком. Выход осуществляется на Моховую улицу и Боровицкую площадь.

### Достопримечательности
Станция расположена в самом центре Москвы в непосредственной близости от Московского Кремля и его музеев. Вблизи вестибюля станции также располагаются следующие достопримечательности:
- Памятник Владимиру Великому
- Дом Пашкова, в котором размещается часть отделов РГБ (нотно-музыкальный, картографический, отдел рукописей) и концертно-выставочный зал
- Усадьба Шаховских — Красильщиковой

### Наземный общественный транспорт
На этой станции можно пересесть на следующие маршруты городского пассажирского транспорта:
- Автобусы: м1, м2, м6, м7, м9, е10, н2, н11

## В культуре
- Станция «Боровицкая» фигурирует в постапокалиптическом романе Дмитрия Глуховского «Метро 2033». Согласно книге, станция принадлежит так называемому Полису, который расположен на четырёх станциях данного пересадочного узла. Полис — культурная и духовная столица метрополитена, и в его сохранности заинтересованы все обитатели метро[33][34].

## Галерея
| - Вестибюль - Посадочная платформа - Переход на станцию «Библиотека имени Ленина» - Композиция «Дерево народов СССР» в южном торце станции |